# Мирчо II
Мирчо II (на румънски: Mircea II; ок.1428 – 1447) е владетел на Влашко за кратко през 1442 г.

## Живот
Той е най-големият син на Влад II Дракул и е роден около 1428 г. Прието е да се смята, че неговата майка е молдавска княгиня на име Василиса, дъщеря на Александър Добрия. За пръв път Мирчо II е споменат заедно с брат си Влад Цепеш в документ от 20 януари 1437 г., в който баща им ги посочва като свои първородни синове.
През 1442 султан Мурад II, подозирайки баща му в измяна, го вика в Одрин, за да потвърди васалните си задължения. Преди да замине, Влад II Дракул поверява властта в ръцете на Мирчо. В Одрин, по заповед на султана, Влад Дракул е арестуван и задържан в Галиполи. От ситуацията се възползва Янош Хуняди, който нахлува във Влашко, разбивайки както османските сили, така и верните на Дракул боляри. Мирчо бяга, но все пак успява да запази около себе си доста привърженици, а на трона Хуняди поставя Басараб II. Скоро след това Влад Дракул с помощта на османците си връща престола, но в замяна на тяхната помощ се задължава отново да плаща ежегоден данък и изпраща като заложници в империята синовете си Влад Цепеш и Раду III. Мирчо се бие редом с баща си, но не подкрепя неговата съглашателска политика по отношение на османците.
През декември 1447 влашките боляри, подтиквани от Хуняди, въстават срещу Влад, залавят около 19-годишния Мирчо, ослепяват го и го погребват жив при Търговище. Скоро след това Влад Дракул също е убит в блатата край Илфов. На престола за кратко сяда Владислав II, преди да го заеме Влад Цепеш.